# Преступление и наказание (фильм, 1956)
«Преступление и наказание» (фр. Crime Et Châtiment) — французский художественный фильм 1956 года, экранизация одноимённого романа Ф. М. Достоевского. Премьера фильма во Франции состоялась 4 декабря 1956 года.
Фильм вышел довольно тёмным, демонстрирующем «дно» парижских улиц, временами более сосредоточенным на создании атмосферы, чем на истории персонажей.

## Сюжет
В отличие от романа Достоевского, все действующие лица фильма — французы. Действие перенесено во Францию конца 1940-х годов.
Бедный студент Рене Брюнель (Робер Оссейн) встречает Пьера Марселина (Жюльен Каретт), спившегося мужчину, больше не могущего поддерживать свою семью. Рене решает отдать Пьеру и его жене деньги, которые он получил от богатого антиквара Антуана Монестье (Бернар Блие), желающего жениться на его сестре Николь (Улла Якобссон). Когда же Пьер неудачно падает и умирает, Рене решает разыскать его дочь Лили (Марина Влади), ставшую проституткой, чтобы иметь возможность содержать себя.
Вскоре мать и сестра Рене прибывают в город, чтобы встретиться с Антуаном Монестье. Не желая видеть сестру рядом с её женихом, Рене отправляет своего друга Жана Фаржо (Жерар Блен) встречать их, и Николь влюбляется в него с первого взгляда. Чтобы добыть деньги и избавить сестру от замужества, а заодно и помочь Лили бросить свою профессию, Рене решает убить мадам Орваи (Габриэль Фонтейн). За расследование её убийства берётся комиссар Галлет (Жан Габен).

## В ролях
- Жан Габен — комиссар Галлет (следователь Порфирий Петрович)
- Робер Оссейн — студент Рене Брюнель (студент Родион Раскольников)
- Марина Влади — Лили Марселин (Соня Мармеладова)
- Улла Якобссон – Николь Брюнель (Дуня Раскольникова)
- Жерар Блен – Жан Форжо (Дмитрий Разумихин)
- Бернар Блие — Антуан Монестье (Лужин)
- Лино Вентура — Гюстав Мессонье, трактирщик